# Aleksandr Błagonrawow (1906–1962)
Aleksandr Iwanowicz Błagonrawow (ros. Александр Иванович Благонра́вов, ur. 1906, zm. 1962) – radziecki konstruktor czołgów, dowódca wojskowy, generał porucznik wojsk inżynieryjno-technicznych.

## Życiorys
Od 1929 należał do WKP(b), od 1930 służył w Armii Czerwonej, w 1932 ukończył Akademię Wojskowo-Techniczną i został jego wykładowcą. Od 1944 zajmował kierownicze stanowiska w aparacie Ludowego Komisariatu Obrony ZSRR/Ministerstwa Obrony ZSRR i w armii, był m.in. przewodniczącym Komitetu Naukowo-Czołgowego Głównego Zarządu Pancernego Ministerstwa Obrony ZSRR, a 1959–1962 przewodniczącym Głównego Zarządu Pancernego Ministerstwa Obrony ZSRR. Uczestniczył w opracowaniu czołgu ciężkiego IS-2. Odznaczony Orderem Lenina i Czerwonej Gwiazdy oraz Medalem „Za zasługi bojowe”. W 1943 otrzymał Nagrodę Stalinowską. Został pochowany na Cmentarzu Nowodziewiczym.